# Tajnasári
Tajnasári (szlovákul Tajná, Tajná-Šárovce) község Szlovákiában, a Nyitrai kerületben, a Nyitrai járásban. Tajna és Sári egyesítésével jött létre 1890-ben.

## Fekvése
Nyitrától 22 km-re délkeletre, a Sirocsina-patak bal partján fekszik.

## Élővilága

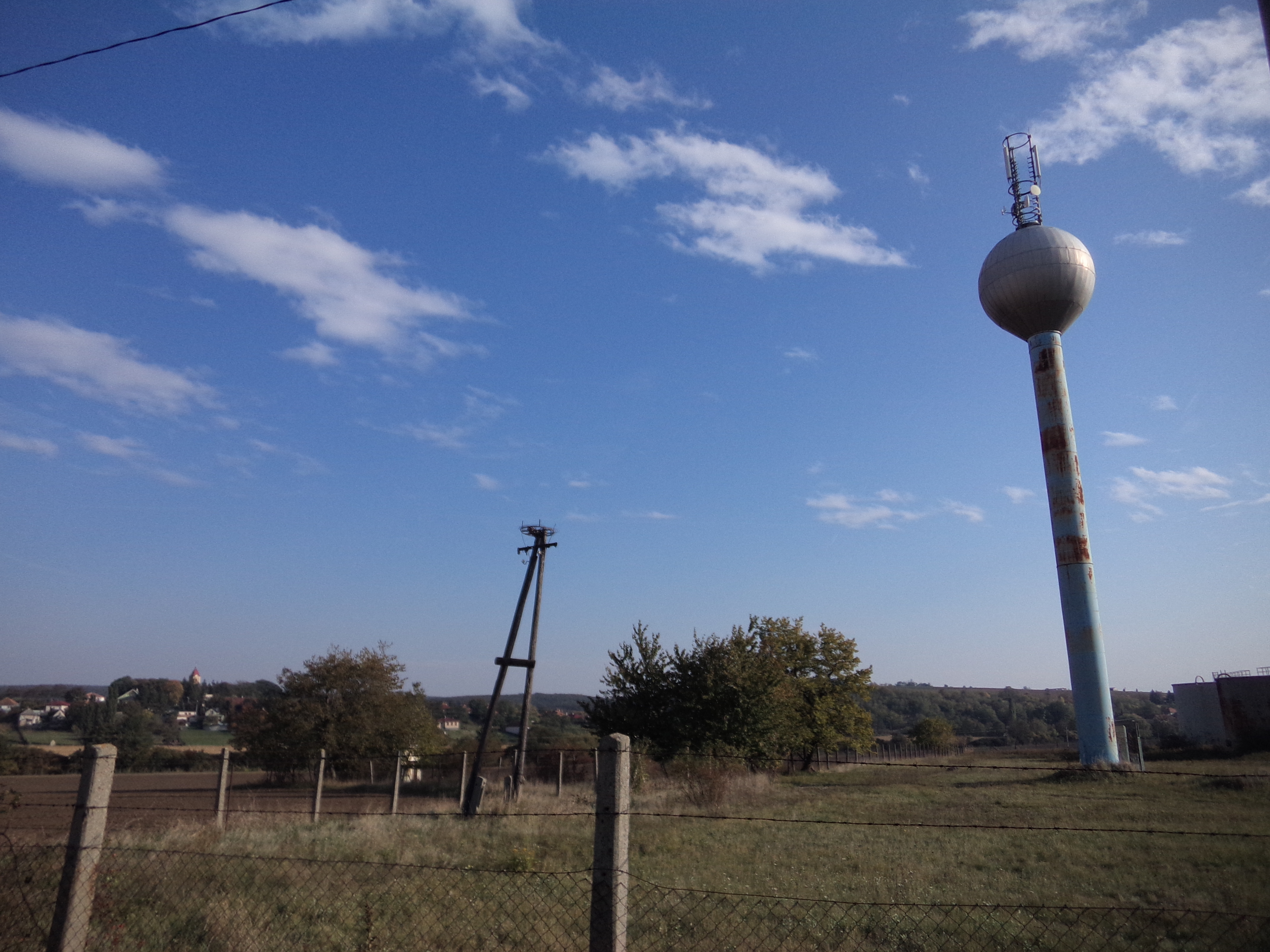
Gólyafészek alátét a volt EFSz területén

A faluban jelenleg nem tartanak számon aktív gólyafészket.

## Tajna településrész megnevezése
„Taina” 1075-ben, a Garamszentbenedeki Apátság alapítólevelében; egyéb forrásokban: „Teyna, Toyna” (1265); „Toyna, Tayna” (1327). A megjelölés ekkor a településre, de a település lakóira egyaránt vonatkozhat. A szót török eredetű személynévként a dajmak = jóllakni igéből származtatják.

## Története
Ez a vidék a római korban, a 2. században játszott először szerepet a történelemben. Ekkor Marcus Aurelius császár a kvádok és markomannok elleni hadjárata során erre vezette légióit. A területen a rómaiak uralma az 5. századig tartott. Ennek régészeti bizonyítéka a község határában feltárt három római őrtorony maradványa.
Tajna:
A Garamszentbenedeki Apátság rétet, erdőt és földet kapott a településen (1075 – Kistajna, vagy Káptalan-Tajna). Miksa magyar király az apátsághoz tartozó részt az esztergomi káptalannak adta (1565). Az apátsági, majd káptalani földeket gyakran bérelték kisnemesi családok, elsősorban a Tajnay család tagjai.
A falu területének jelentős része Bars királyi várának tartozéka volt, ahol a vár jobbágyai várjobbágyként éltek (e viszony első okleveles említése 1275-ből való). A várjobbágyok nagyfokú szabadság mellett birtokolták a település földjének Bars várához tartozó részét. A 14. századtól kezdődően belőlük kerültek ki a település kisnemesi jogállású és birtokkal rendelkező magyar családjai, így a Tajnay család is. 1339-ben Károly Róbert király Barachkai Miklósnak adományozott itt birtokot. 1357-ben I. Lajos privilegizált levelével „Pál fiát tajnai Pétert és ennek fiait: Andrást, Pált és Miklóst Léva várának jobbágyai közül kiemeli és Thayna birtokukkal együtt nemesi sorba iktatja”. 1427-ben a Födémesi családbeliek fizették ki özv. Checheni Katalin sári hitbérét. 1467-1471-től a határozott családnévként szereplő Tajnay család tagjai a település földjeinek egyre nagyobb részét birtokolták. 1560-ban I. Ferdinánd magyar király megerősítette a Tajnayak nemességét. A 17. század végéig kisnemesi birtokkal és jogokkal rendelkeztek, kisnemesi életet éltek, és csak fokozatosan lettek köznemesekké.
A török hódoltsági terület határvidéke volt a falu. Gyakran érte a települést török támadás. 1663-ban a falut felégette a török. Ekkor a lakosság nagy része elmenekült.
A Tajnay család tagjai a török kiűzése után visszatelepültek Tajnára. Többük kapcsolatokat épített ki más nemesi (főúri) családokkal; műveltségük (iskolázottságuk) különbözött a környék szegényebb sorsú lakosaitól. Birtokuk a 18. században és a 19. század elején feudális nagybirtokká – latifundummá, allódiummá – alakult, ahol a termelés érdekében egyre nagyobb számban alkalmaztak mezőgazdasági munkásokat az ország szlovák nemzetiségi területiről. A 18. század évtizedeinek végére a település lakóinak többségét már a nem-asszimilálódó szlovákok adták. Magyarország népességében a szlávosodási folyamat az egyik következménye a török utáni gazdasági-társadalmi helyzetnek. A Tajnay család férfi tagjai egyre inkább főúri életet éltek; részt vettek a vármegye, s az ország politikai eseményeiben. Ifj. Tajnai és tiszahegyesi Tajnay János Bars vármegye és Csongrád vármegye főispánja is volt. Új kastélyt építtetett a faluban, melyet 60 holdas angolpark övezett, ám hirtelen halálával (1840) a Tajnay család fiágon kihalt. Tajnay János lánya, Ilona, báró Révay Simon felesége lett, így a Tajnay család birtokainak jelentős része örökösödéssel a báró Révay család birtokának részévé vált. A 17. századi kisnemesi Tajnayak utódai – a 19. század közepén – Magyarország egyik arisztokrata családjának tagjai lettek.  
Sári:
A település első okleveles említése 1075-ben, a garamszentbenedeki apátság birtokainak leírásában történt. A 13. század végén a falu egy része nemes családok birtoka volt, akik a 16. század elején az apátság területének egy részét is bérbevették. Főbb birtokosai a Zobonyay, Litassy, Vályi, Both és Balogh családok voltak. 1618-ban a falut elpusztította a török.
A 18.-19. században a Tajnay-Révay család birtokain munkát vállaló, elsősorban szlovák nemzetiségű mezőgazdasági munkások családjai éltek itt is.
1890. július 21-én Tajna és Sári (Tajnasári) közigazgatásilag egyesült. 1920. június 4-ig, a trianoni békeszerződésig a község a magyarországi Bars vármegye Verebélyi járásához tartozott. Azt követően Tajnasári a megszerveződő Csehszlovák Köztársaság települése lett.
„II. Rész – Magyarország határai
27. Cikk. Magyarország határai következőképen állapíttatnak meg (lásd a csatolt térképet):
4. Cseh-Szlovákországgal:…” 
1938 és 1945 között újra Magyarország – a Léva központú Bars és Hont k.e.e. vármegye (közigazgatásilag egyelőre egyesített vármegye) – része volt a település.
1947. február 10-én a párizsi békeszerződések értelmében Magyarországra nézve kedvezőtlen módosítással (kiigazítással) visszaállították a trianoni békeszerződésben megállapított államhatárokat, így Tajnasári község ismét a Csehszlovák Köztársaság, majd a Csehszlovák Szocialista Köztársaság települése lett.
„I. Rész – Magyarország határai
1. Cikk – 4. a) Az 1938. évi november hó 2-án kelt bécsi választott bírósági határozat rendelkezései semmiseknek és érvényteleneknek jelentetnek ki.” 
1990-től rövid ideig a Cseh-Szlovák Szövetségi Köztársaság, Cseh-Szlovákia, majd 1993. január 1-jétől az önállóvá vált Szlovákia községe.

## Leírása monográfiákban
Vályi András szerint „Nemes Tajna, Káptalan Tajna. – Két tót falu Bars Várm. földes Uraik Tajnay, és az Esztergomi Káptalanbéli Uraság, lakosaik katolikusok, és másfélék, fekszenek Nevedhez (Néved) közel, mellynek filiáji; határbéli földgyeik középszeűek.”
„Sári. Siarovce. Nagy Sári, Kis Sári. – Két tót faluk Bars Várm. földes Urok Tajnaj Uraság, lakosaik külömbfélék, fekszenek Nevedhez nem meszsze, mellynek filiáji; Kis Sárinak Ispotállya is van; határbéli földgyeik középszerűek.” 
Bars vármegye monográfiája szerint "Tajnasári, a verebélyi járás felső részén fekvő tót kisközség, 418 róm. kath. vallású lakossal. Hajdan négy község volt: Kis- és Nagy-Tajna és Kis- és Nagy-Sári. Ezekből lett azután két község: Tajna és Sári és e két község egyesítéséből keletkezett a mostani Tajnasári község. Tajnáról már a szent-benedeki apátság 1075-iki alapítólevelében találunk említést. Másodízben 1339-ben Károly királynak Barachkai Miklós javára kiadott iktató parancsában szerepel, Tayna akkori irásmodorban. 1565-ben Miksa király az esztergomi káptalannak adományozza. Nagy-Tajnát előzőleg már Assa de Tajna és a később meggyilkolt Michael de Tayna bírják. A család 1569-ben ezen birtokára új adományt kap s ekkor Kis-Tajnát Káptalan-Taynának is nevezték. A Tajnayak fiága Jánosban kihalván, leánya Ilona báró Révay Simon felesége lett s így női ágon való örökösödés útján, a báró Révay család birtokába került; most báró Révay Simon bírja Káptalan-Tajnát is. Szép kastélya, melyet Tajnay János 1840 körül építtetett, állandó lakhelye, hol ő és neje, Szapáry Ilma grófnő igazi magyar főuri házat visz. Sári községről már 1299-ben találunk okleveles említést. 1322-ben János fiai és Moch unokái osztozkodnak rajta. 1618-ban Nagy-Saáry egyike a törököknek behódolt községeknek. 1622-ben Ilosvay Mária tulajdona, 1663-ban azonban a törökök mind a két Sári és mind a két Tajna falut feldúlják. A XVIII. században Siarovcze tót neve is már említve van. Tajna és Sári községekben a XVIII. század végén és a mult század első felében még a Vály, Bottka, Bányay, Csiba, Kürthy, Balogh, Biróczy és Andrássy családok is birtokosok voltak. A katholikus templom 1749-ben épült. A községhez tartozott a Horváthy család kis pusztája, mely a honti báró Majthényiakra s ettől Dillesz István és Kalics Józsefre szállott. Ez is ma Révay Simon tulajdona. Postája, távirója és vasúti állomása Verebély." 

## A népesség alakulása
„A 17. század második felének pusztításai [a népességben] jóval nagyobb károkat okoztak, mint a korábbi események [és századok]. A hosszantartó háborúság nagy vesztese a döntően folyóvölgyekben (hadi utak) és sík vidéken elhelyezkedő magyar etnikum. Amely jóval nagyobb veszteségeket szenvedett el a védettebb hegyvidéken lakó szlovákoknál.
[A Nyitrai járás területén] a szlovákság D[él] felé terjeszkedése a török hódoltság után nagyobb intenzitású lett. A 18. század végéig óriási területeket hódított el a magyar etnikumtól a két nemzetiség kontaktzónájának egész hosszában... A szlovákok kiáramlása D felé egyszerre volt spontán (sűrűbben lakott területekről a gyér lakosságú vidékekre) és tervszerű folyamat – gondoljunk azokra a telepítésekre, amikor a földesúr a megfogyatkozott a közeli, népességfölösleggel rendelkező szlovák területekről pótolta.”
„...a szlovákok létszámának megugrása [a 18. században] egyenesen arányos a magyarság csökkenésével. A járás DK-i sarkában egy meglehetősen kevert lakosságú terület alakult ki. Ez a nagyfokú keveredés az alapja a Verebély környékén – valamint Bars vármegye D-i és Nyitra vármegye DK-i szegletében – képlékeny etnikai identitásnak, amelyet majd a népszámlálási eredmények példáznak.”
„A járás DK-i csücskének etnikai viszonyai a népszámlálások alapján szinte kibogozhatatlanok. Annyi azonban bizonyos, hogy az itt élő kettős kötődésű, bizonytalan identitású népség többnyire az államalkotó nemzet sorait gyarapította.” 
Tajnasári község népszámlálási adataiból:
A lakosság számának %-os megoszlása
- 1880         68,9   szlovák   (a)            27,1   magyar   (a)
- 1890         58,4      ’’         (a)            36,3        ’’       (a)
- 1900         73,7      ’’         (a)            25,4        ’’       (a)
- 1910          8,6       ’’        (a)            91,4        ’’        (a)
- 1921         94,6      ’’        (n)              5,4        ’’        (n)
- 1930         96,5      ’’        (n)              1,9        ’’        (n)
- 1941         74,6      ’’        (a)            15,2        ’’        (a)
- 60,4      ’’       (ny)            94,1        ’’       (ny)

a = anyanyelv; n = nemzetiség; ny = nyelvtudás 
1880-ban Tajnán 127 szlovák és 38 magyar anyanyelvű élt. Sárin 99 szlovák és 51 magyar anyanyelvű élt.
1890-ben Tajna 318 lakosából 170 szlovák és 128 magyar anyanyelvű volt. Sárin 49 szlovák és 8 magyar anyanyelvű élt.[forrás?]
1900-ben Tajnasári 418 lakosából 308 szlovák és 106 magyar anyanyelvű volt.
1910-ben 408 lakosából 35 szlovák és 373 magyar anyanyelvű volt.
1921-ben 389 lakosából 368 csehszlovák és 21 magyar anyanyelvű volt.
1930-ban 431 lakosából 416 csehszlovák és 8 magyar anyanyelvű volt.
1941-ben 507 lakosából 377 szlovák és 128 magyar anyanyelvű volt.
1991-ben 301 lakosából 298 szlovák és 3 magyar volt.
2001-ben 269 lakosából 265 szlovák, 3 magyar és 1 cigány volt. 
2011-ben 274 lakosából 261 szlovák, 3 magyar és 10 ismeretlen nemzetiségű volt.
2021-ben 275 lakosából 260 szlovák, 1 magyar, 3 (+1) egyéb és 11 ismeretlen nemzetiségű volt.

## Neves személyek
- Itt született 1951-ben Šarlota Drahošová (Krnčanová) levéltáros.[16]
- Itt hunyt el 1928-ban Révay Simon (1865-1928) a magyarországi főrendiház örökös tagja, vadász, kutyatenyésztő.
- Tajnán született 1894-ben Matis Gyula (Július Matis) pedagógus, tanfelügyelő, természetvédő.
- Tajnán született gróf Révay István (1899–1989) történész, demográfus, politikus és újságíró.
- Tajnán született gróf Révay József (1902–1945) filozófus, egyetemi tanár, válogatott jégkorongozó, olimpikon.

## Nevezetességei

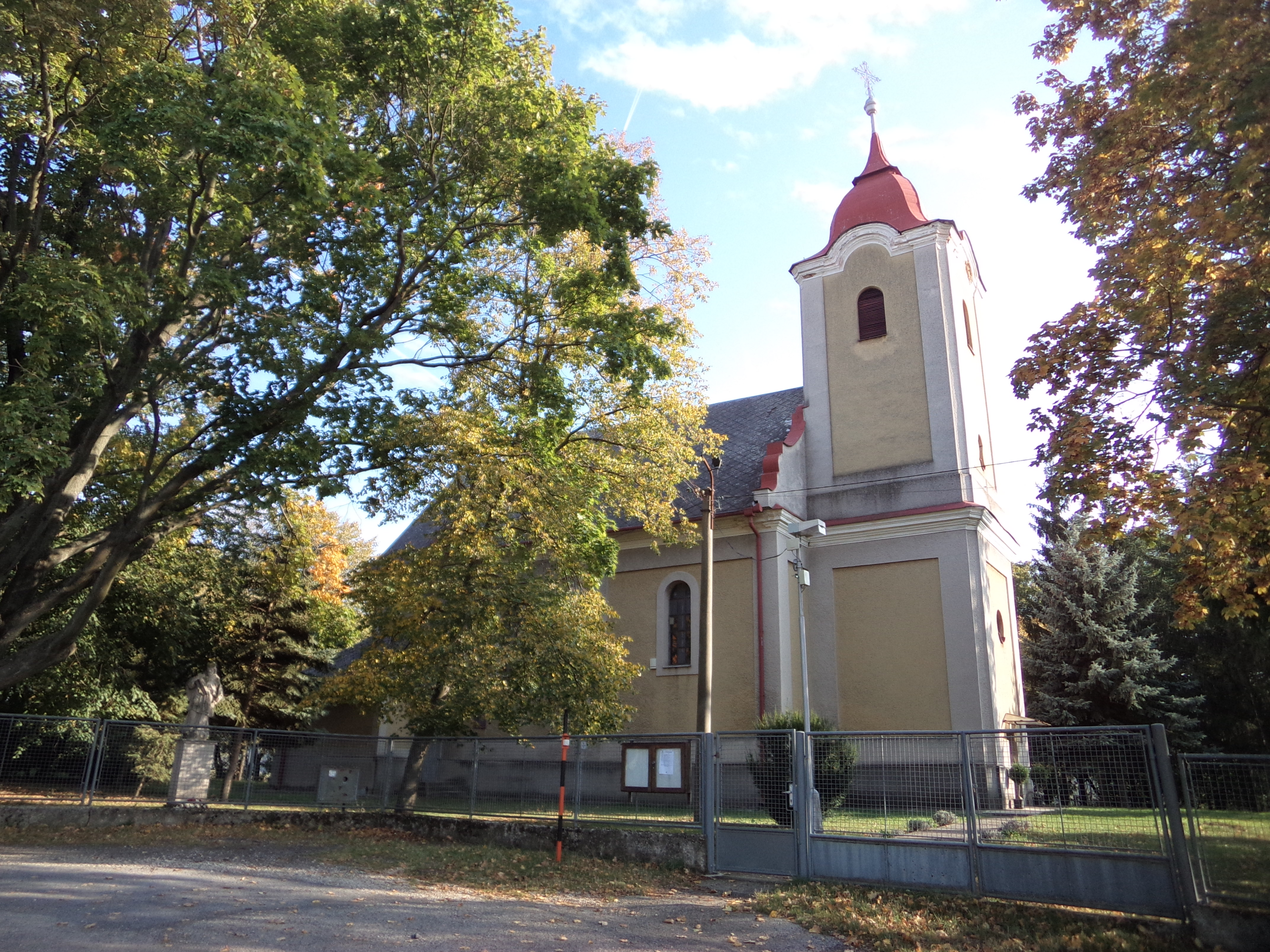
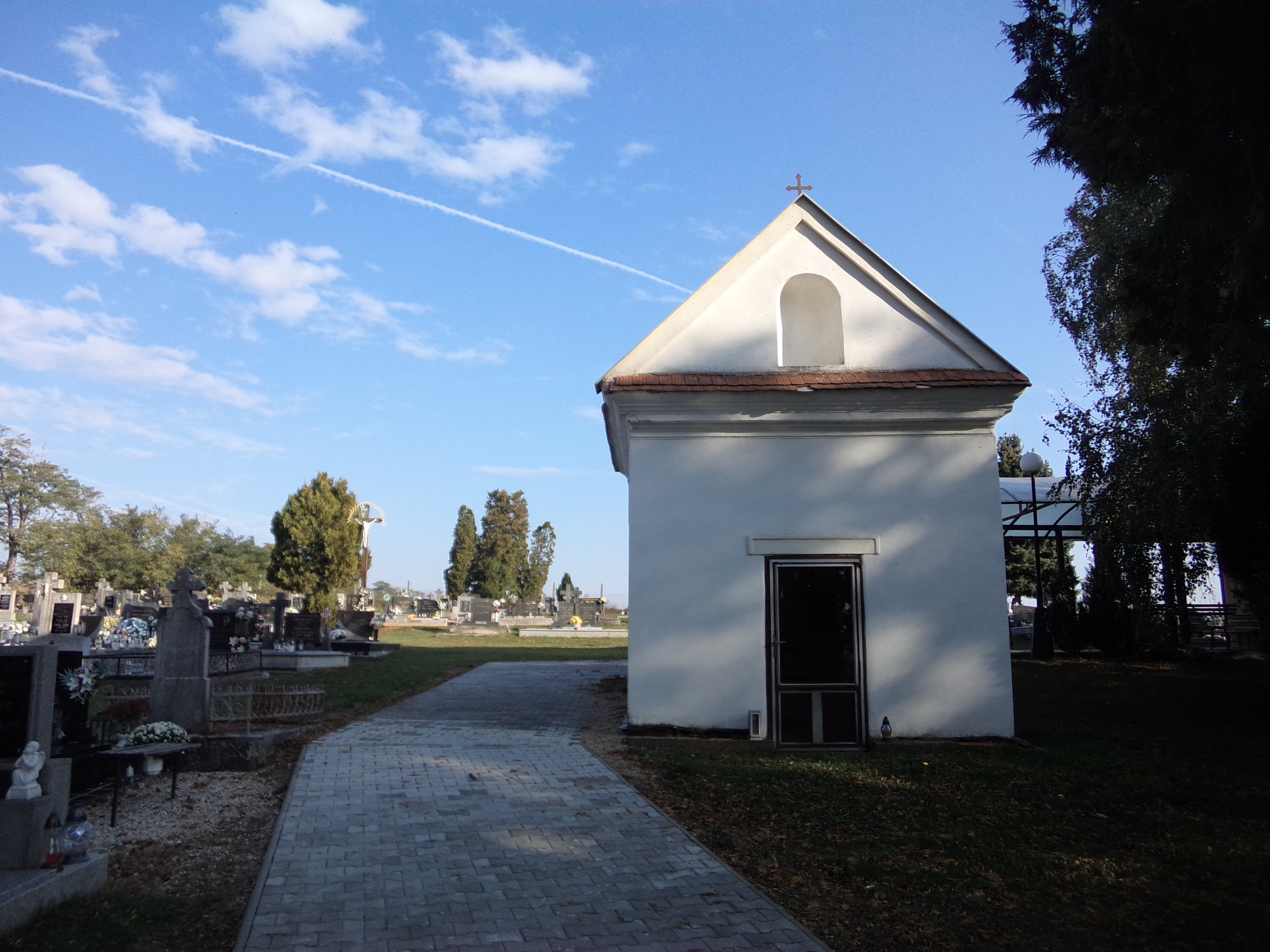
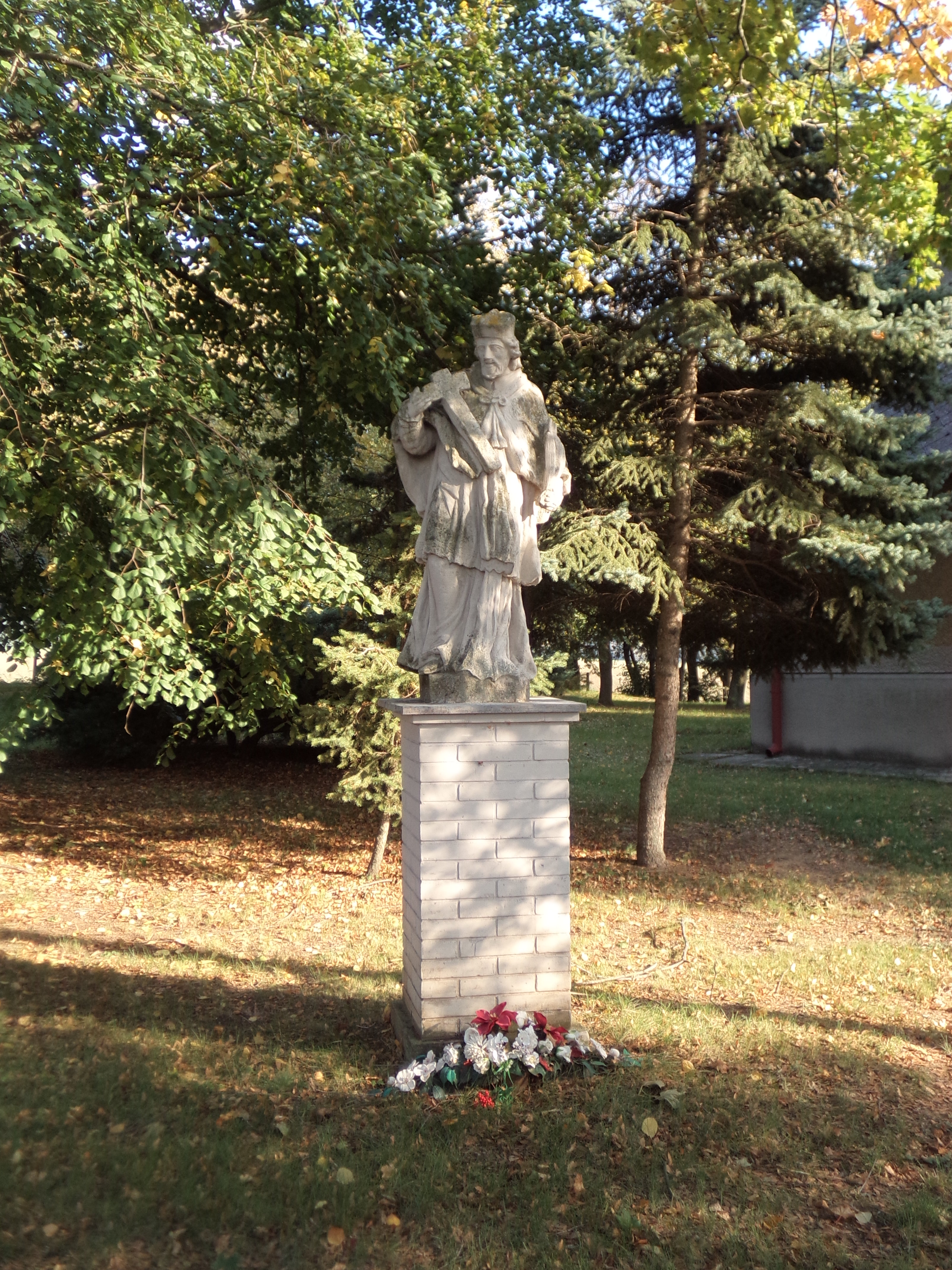
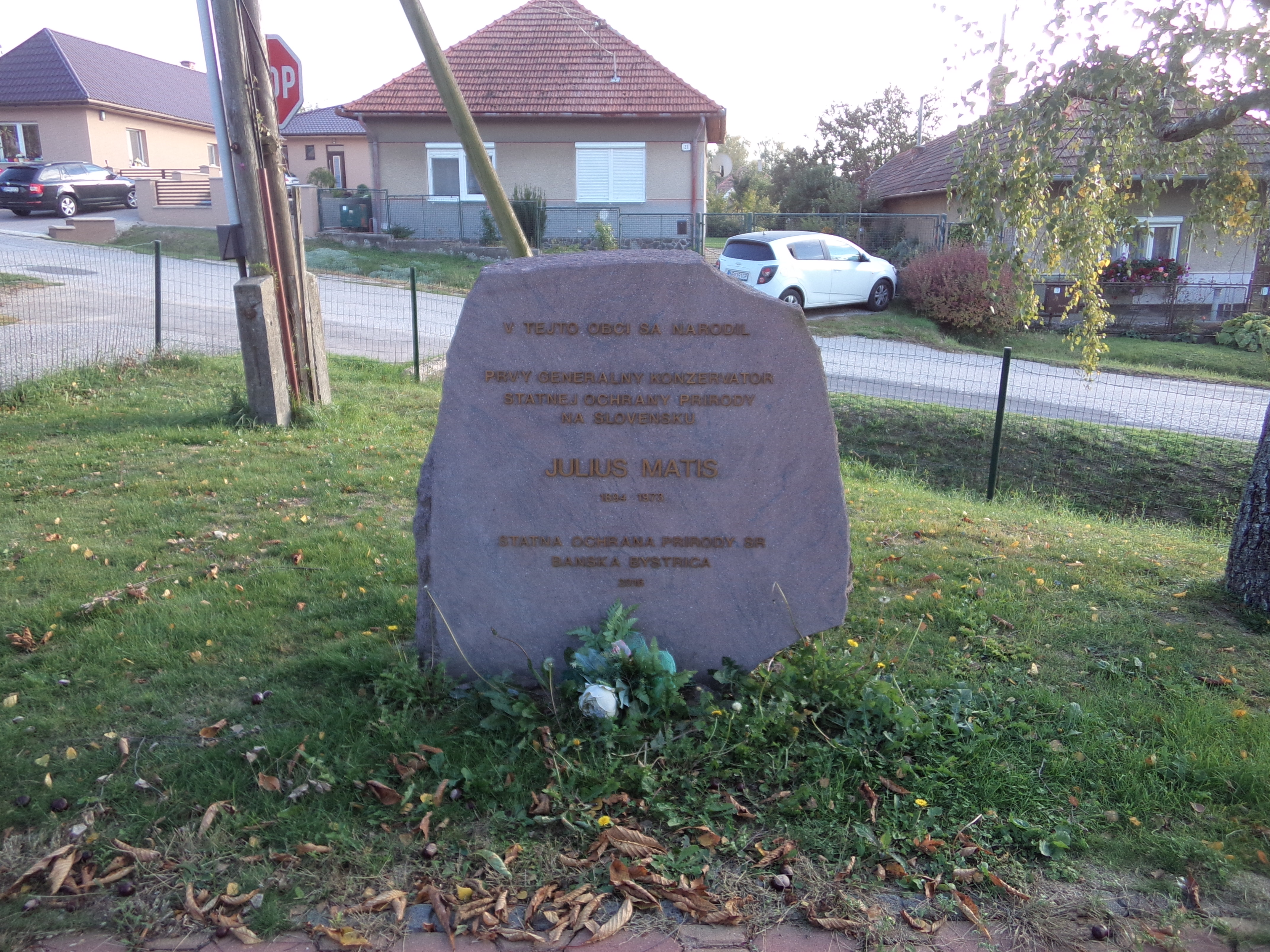
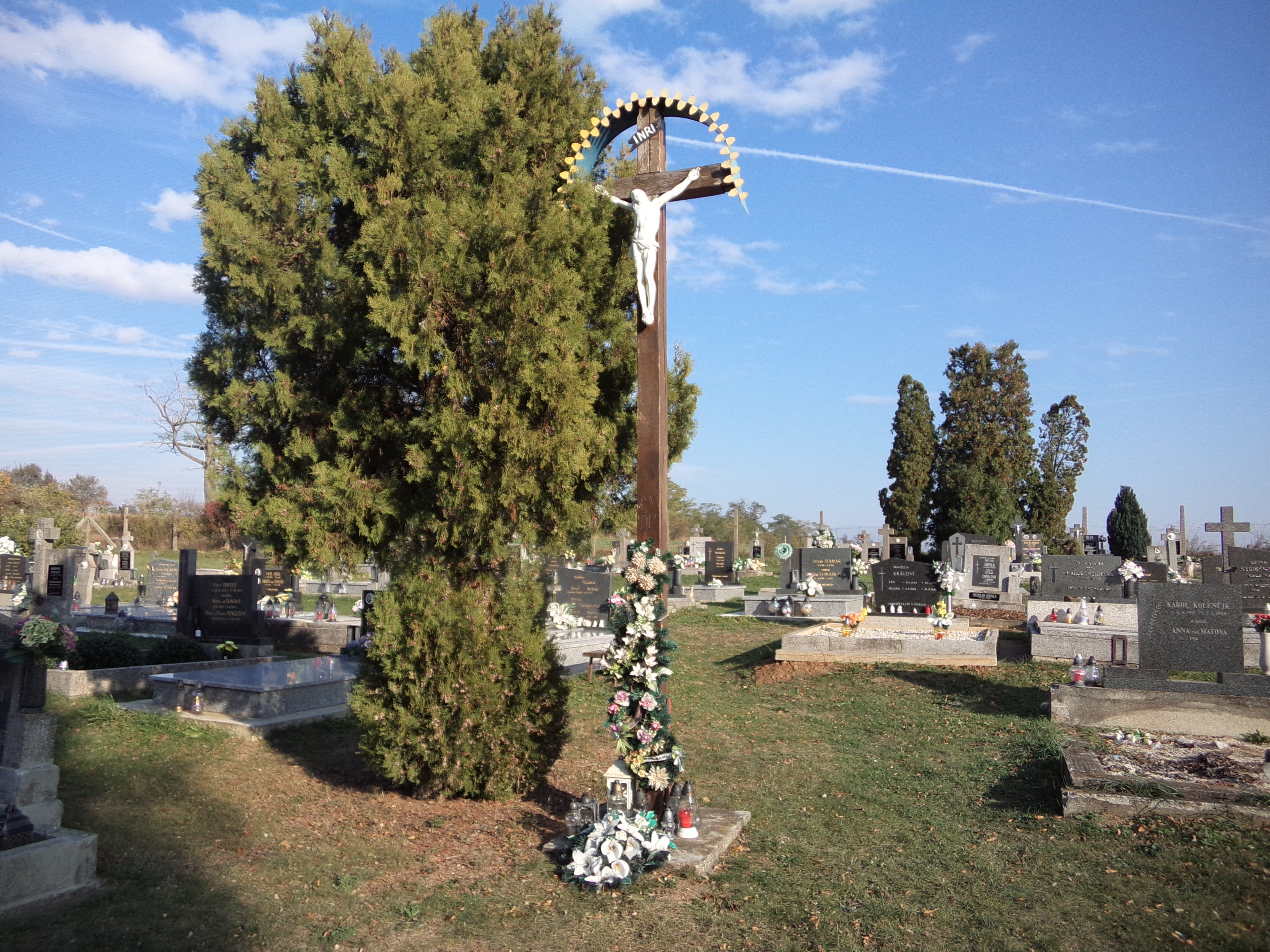
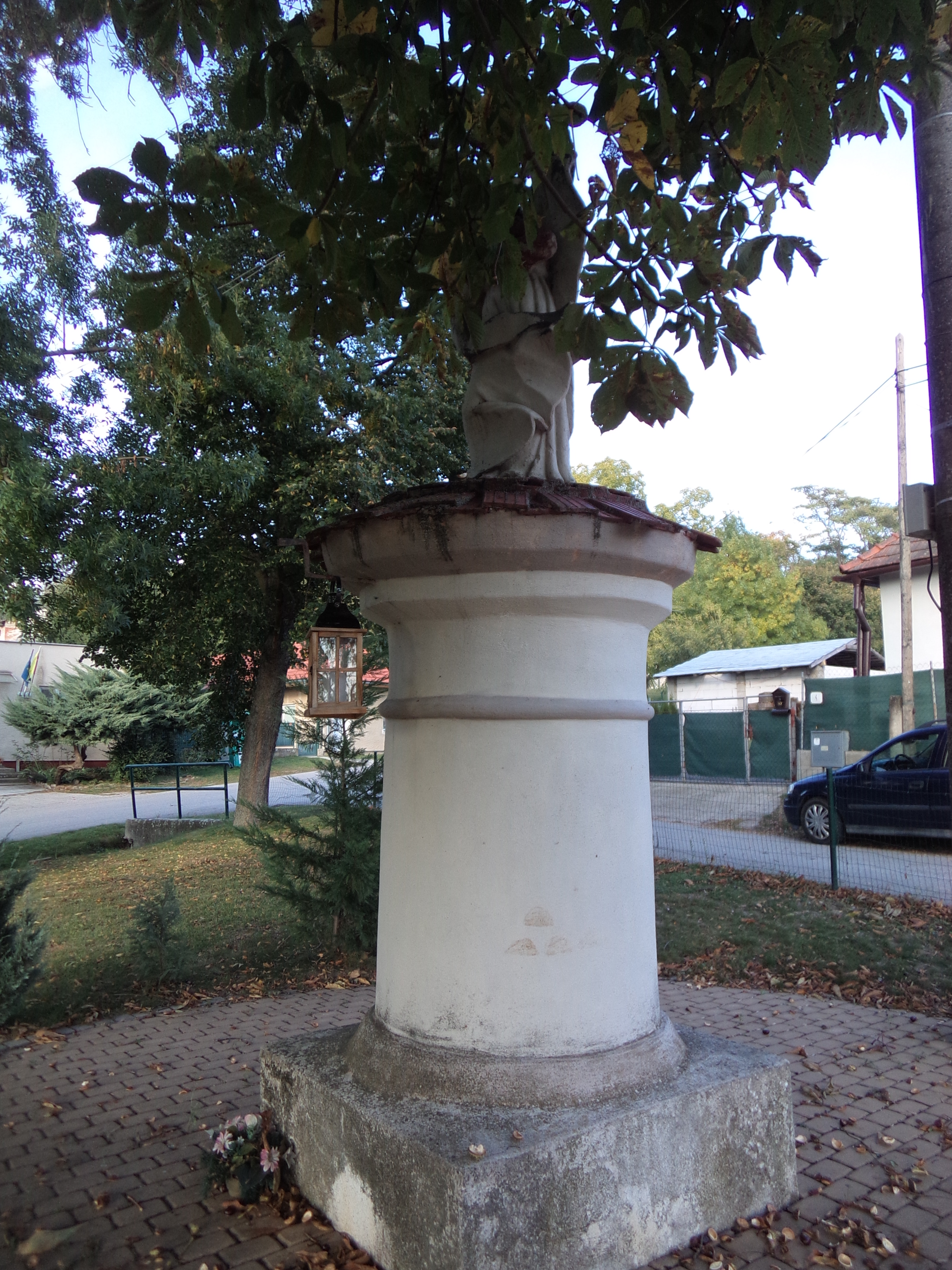
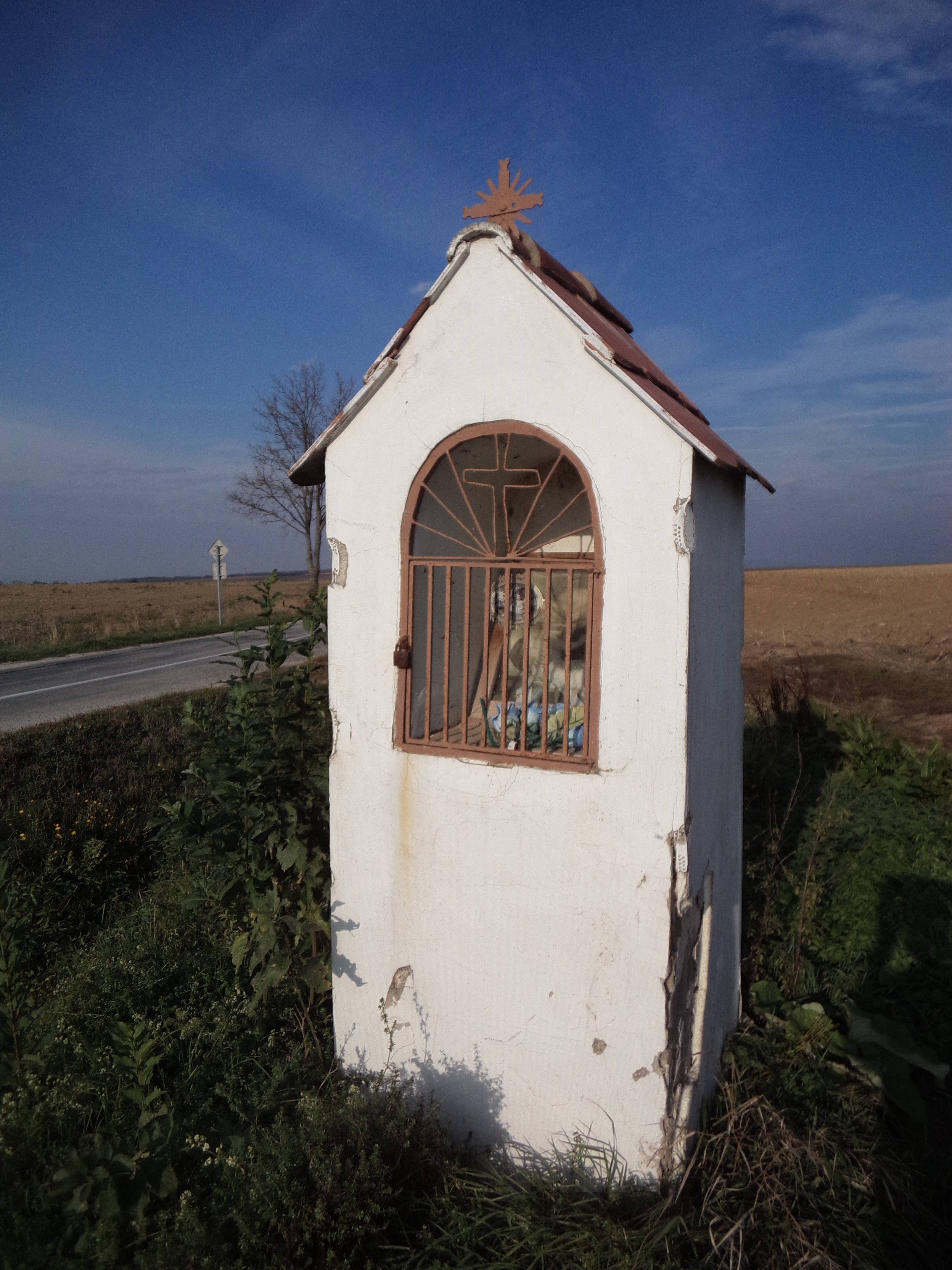
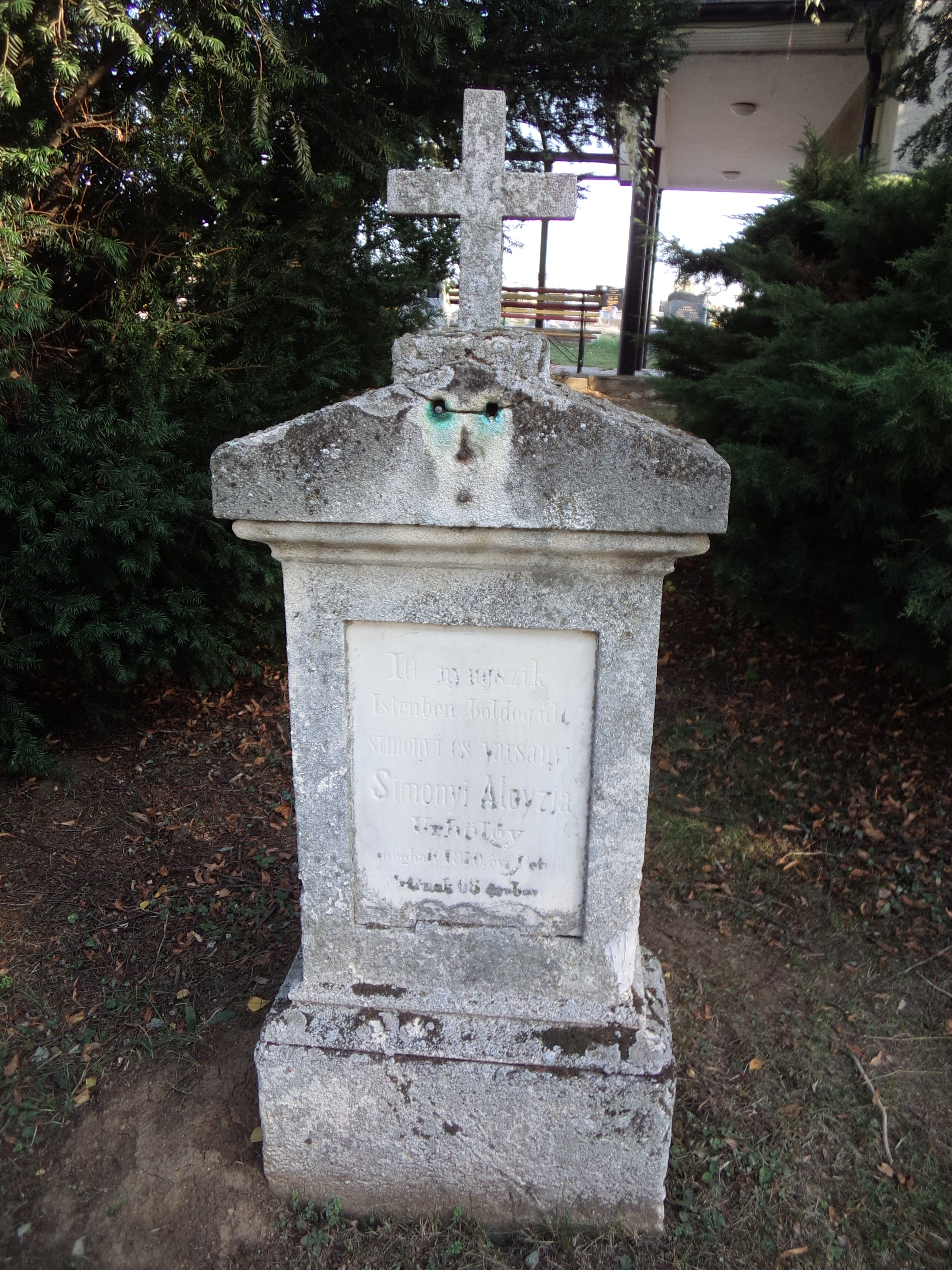
Simonyi Alojzia sírja

- Római katolikus templom, a 14. századi templom alapjain 1749-ben épült barokk stílusban.
- Mária-oszlop, a 18. század közepén állították.
- Római katolikus temetőkápolna, a 18. század közepén épült barokk-klasszicista stílusban. A kápolnában nyugszik gróf Révay Simon (1865–1928), a magyarországi főrendiház örökös tagja.
- A Tajnay-Révay kastély 1840-ben épült klasszicista stílusban. A kastélyhoz 60 holdas angolpark tartozott. A 19. század második felében Justh Zsigmond többször tartózkodott a kastélyban gróf Révay Simon barátjaként.[17] Tajnai élményeiből született a Fuimus című regénye.[18] A kastélyt 1944-ig a Révay-család lakta; az épület és a park maradványai ma is láthatók a községben. A kastélyban született és nevelkedett gróf Révay József filozófus.
- A Tajnay-Révay kastély késő klasszicista stílusú kápolnája, 1865-ben épült.
- Báró Mednyánszky László (1852–1919) kedvelt nyaralóháza a falu szőlős domboldalán(?). Mednyánszky rokoni kapcsolatban volt a Révay családdal. Többször vendégük volt Tajnán, s szívesen időzött, festett a faluban.[17] Justh Zsigmond Fuimus című regénye egyik szereplőjében (Czobor Lipót – a modern Szokratész) a festő (homogén művészbarát) alakját, lelki sajátosságait ismerni fel.[18]

## Külső hivatkozások
- E-obce.sk Archiválva 2013. június 7-i dátummal a Wayback Machine-ben
- Községinfó
- Tajnasári Szlovákia térképén